# Cruz de los Montcada
La Cruz de los Montcada (Creu dels Montcada en catalán) es un cenotafio erigido en el municipio español de Calviá, Baleares. Se encuentra en un emplazamiento cerca de la entrada de la localidad turística de Palmanova, dentro del entramado del Paseo Calviá, un paseo peatonal considerado como el pulmón verde del municipio. Fue inaugurado en 1886. Este monumento recuerda la trágica muerte de Guillermo de Montcada, de su sobrino y de sus hijos durante la Batalla de Portopí. Aunque hay gente que cree que los señores feudales yacen enterrados bajo la cruz, este no es un hecho verídico, ya que están todos sepultados en el Monasterio de Santes Creus, en Tarragona.

## Historia
Días después del desembarco de Jaime I en Mallorca, entre escenas de dolor, enterraron provisionalmente a los Montcada, caballeros nobles de la casa de Bearne (antigua provincia francesa situada al pie de los Pirineos), que habían muerto en combate en una escaramuza que tuvo lugar en la sierra. El velatorio se celebró a la entrada de Palmanova, cerca de la rotonda de Cala Figuera, a un kilómetro de la  Ermita de la piedra sagrada, junto a un pino que era conocido popularmente como «El pino de los Montcada». Un grupo de poetas catalanes y del sur de Francia, construyeron junto al pino un cenotafio con zócalo de piedra de Santañí, con una gran cruz de estilo gótico, en cuyo centro están dibujadas las barras aragonesas. Una de las caras del zócalo lleva el escudo de armas de los Montcada, y la otra las fechas conmemorativas. Esta expedición fue organizada y llevada a cabo por el prestigioso literato canónigo Antonio Colell, además, participó también en la misma Jacinto Verdaguer.